# Lanty, Hommen et Dumas
 (novembre 2024).
Lanty, Hommen et Dumas était un constructeur automobile français.

## Production
L’entreprise basée à Paris a commencé à produire des automobiles en 1898. Le nom de la marque était Lanty, Hommen et Dumas L.H.D. . L’usine était située au 142 —Rue La Fayette (Paris). La voiturette de livraison de Lanty, Hommen et Dumas a été construite comme une calèche. Le poids était de 450 kg et la charge utile était de 150 kg. Un moteur monocylindre avec Cylindrée de 980 cm³ avec alésage de 102 mm et course de 120 mm. La vitesse maximale était de 14 km/h. Le nombre de véhicules construits est tout aussi peu connu que la durée d’existence de l’entreprise.

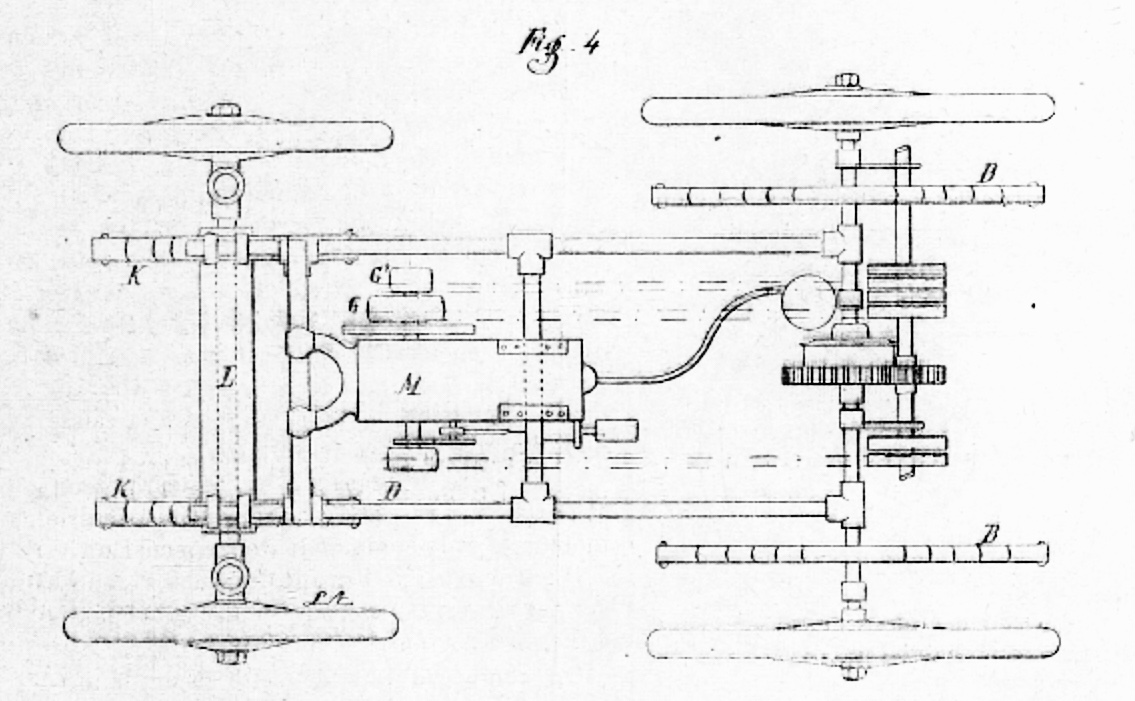
Lanty, Hommen et Dumas (1898) voiturette de livraison haut.
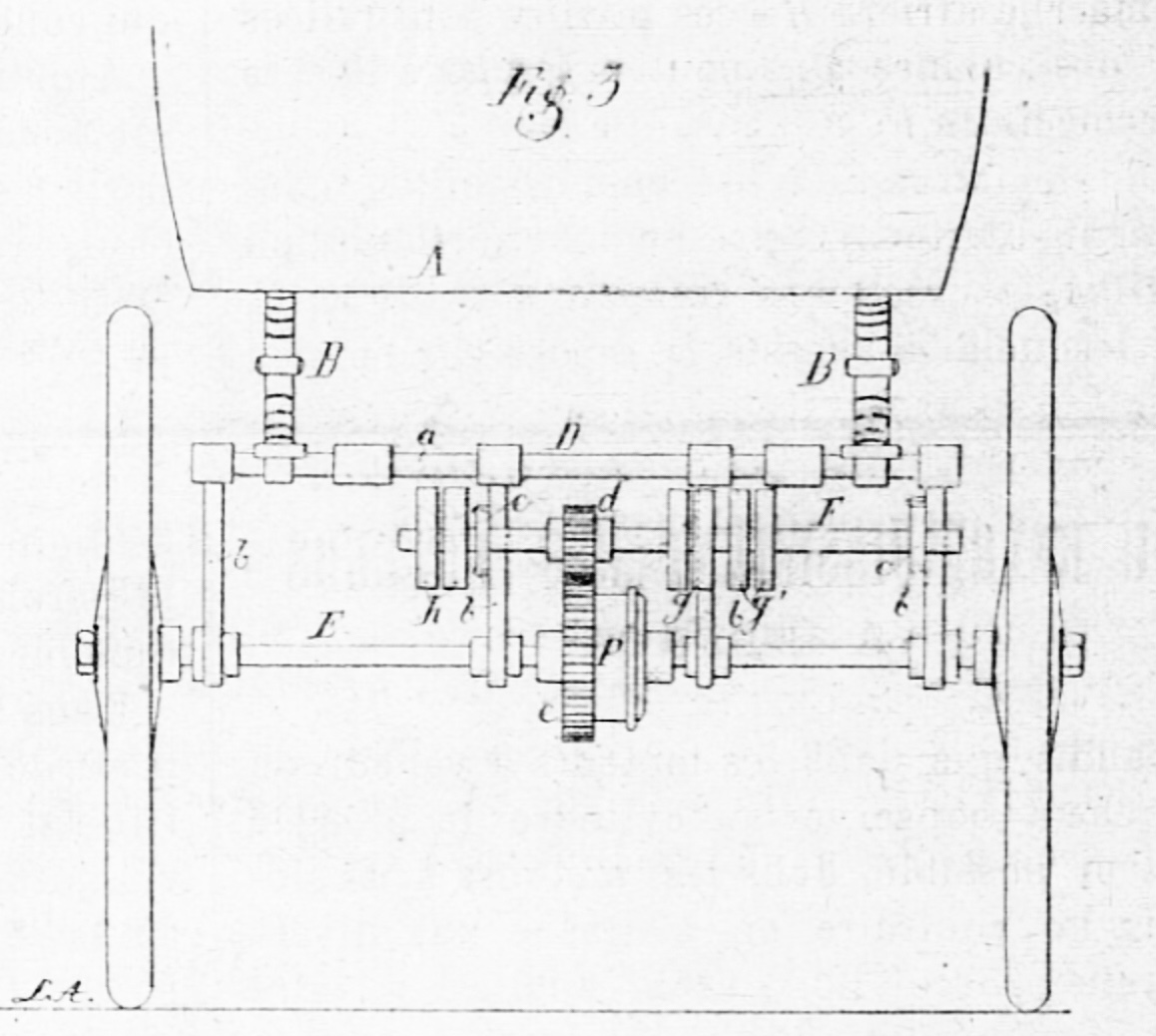
Lanty, Hommen et Dumas (1898) voiturette de livraison Derrière.
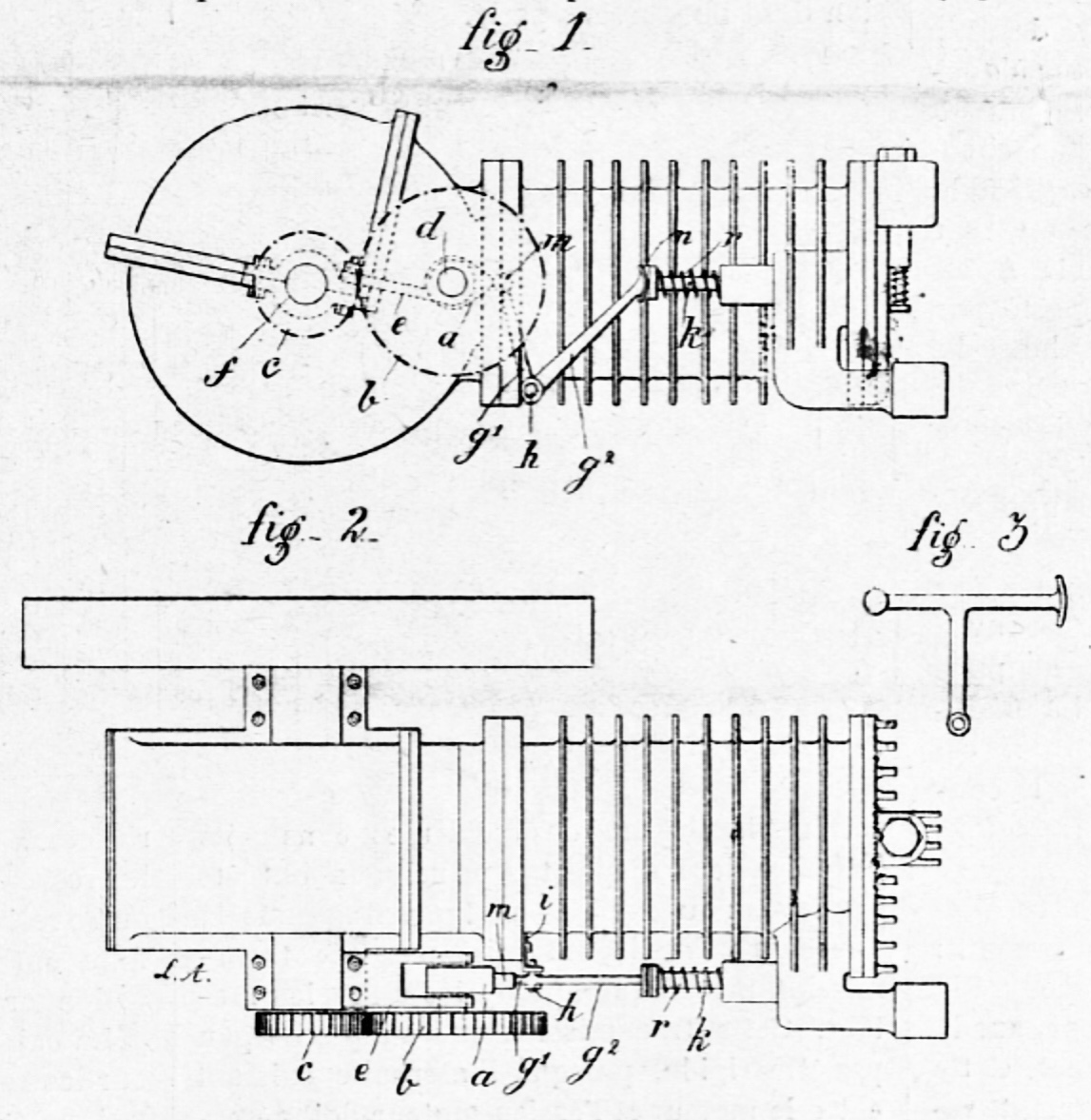
Lanty, Hommen et Dumas (1898) voiturette de livraison, moteur.